# Colin Powell
Pour les articles homonymes, voir Powell.
Colin Luther Powell, né le 5 avril 1937 à Harlem (New York) et mort le 18 octobre 2021 à Bethesda (Maryland), est un général et homme politique américain. 
Il est chef d'État-Major des armées entre 1989 et 1993 puis secrétaire d'État entre 2001 et 2005 dans l'administration du président George W. Bush.

## Situation personnelle

### Origines et famille
D'origine afro-caribéenne, Colin Powell naît dans une famille d'immigrants jamaïcains et est élevé dans le quartier de Harlem à New York. Il est le fils de Luther Theophilus Powell (1898-1978), un magasinier expéditionnaire, et de Maud Ariel McKoy (1901-1984), une couturière. Ses ancêtres sont Africains, Écossais et Irlandais. Il a grandi dans le quartier du South Bronx à New York. 

### Études et formation
Après ses études secondaires à la Morris High School (Bronx) (en), Colin Powell est accepté au City College de New York où il entreprend des études de géologie, il obtient son Bachelor of Arts en 1958.
Alors que Colin Powell n’avait guère de projet, il découvre lors de sessions à la Reserve Officers' Training Corps (ROTC) ses capacités de commandement. Il suit l'ensemble du programme en tant qu'élève-officier-cadet et sort avec le grade de « cadet colonel », qui est la plus haute distinction pour un élève-officier. En 1958, il entre dans l'armée de terre avec le grade de Second Lieutenant et sert dans l'infanterie.

### Carrière militaire

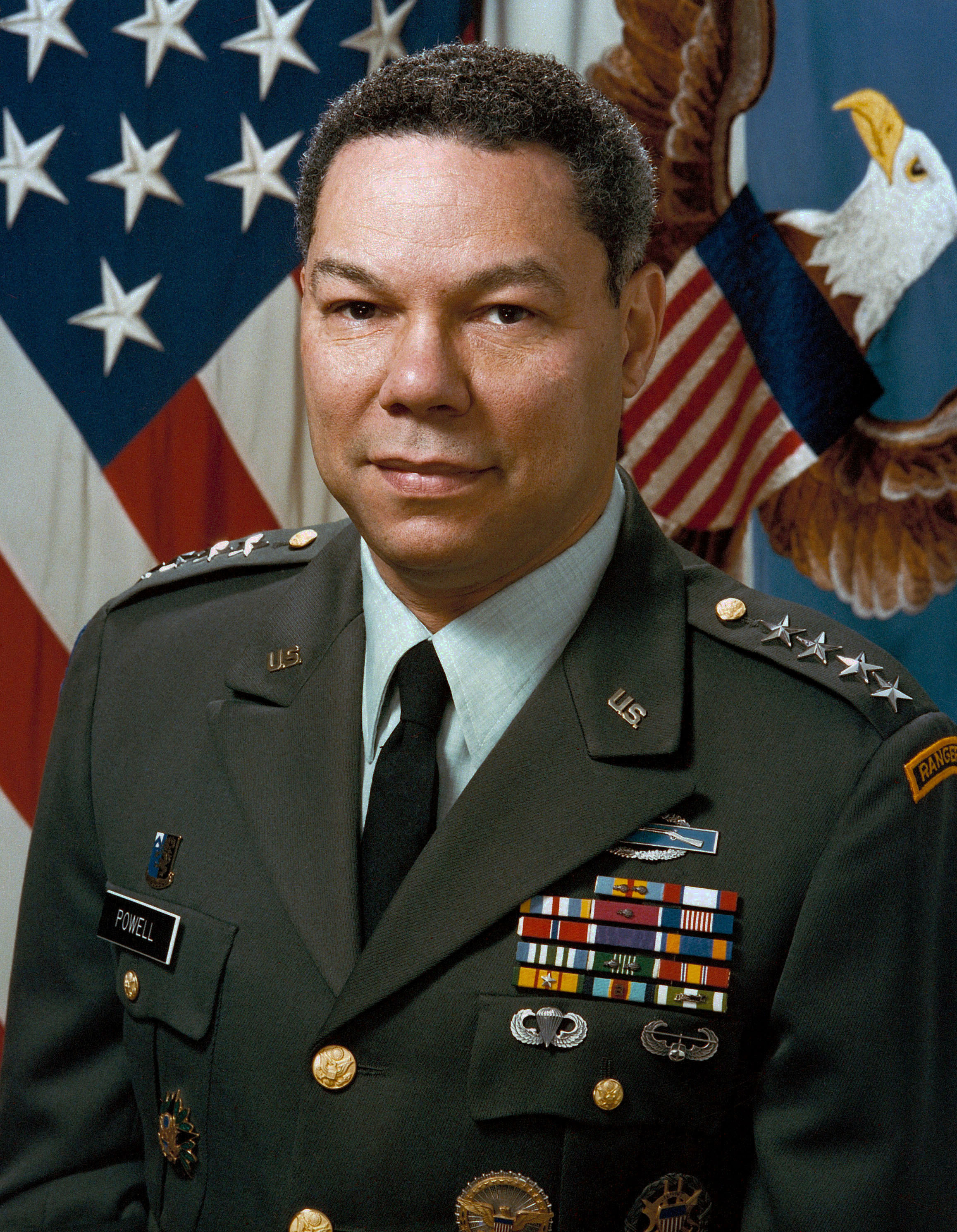
Colin Powell en tant que général, chef d’État-Major des armées.

Pour sa première affectation, Colin Powell est envoyé en Allemagne de l'Ouest. En 1962, il sert au Fort Devens (en), dans le Massachusetts, il y rencontre Alma Vivian Johnson (née à Birmingham dans l'Alabama) et il se marie en 1962.
Il est parmi les premiers conseillers militaires américains envoyés en 1964 par le président John Fitzgerald Kennedy au Viet-Nam.
Conseiller, en tant que capitaine, placé auprès d'une unité de l'armée sud-vietnamienne, il tente de couper la guérilla du Front national de libération du Sud Viêt Nam de ses bases sociales en incendiant des villages dans la vallée d'A Shau. Cette stratégie sera critiquée comme cruelle et contre-productive par d'autres conseillers américains mais il justifiera ses actions dans ses mémoires publiés en 1995.
Pendant qu'il patrouillait le long de la frontière séparant le Viet-Nam du Laos, il est blessé en chutant dans un piège du type pieu Punji,,, ; une infection au pied se déclare écourtant ainsi sa présence au Viet-Nam. À la fin de sa première mission au Viet-Nam, il est décoré de la Purple Heart et de la Bronze Star.
En 1968, il est à nouveau envoyé au Viet-Nam comme commandant au sein de la 23e division d'infanterie.
Lors de cette seconde période au Viet-Nam (1968-1969), il est victime d'un accident d'hélicoptère et s'illustre par ses actes de bravoure pour sauver ses soldats ; pour cela, il sera décoré de la Soldier's Medal. Il est également chargé d'enquêter sur le massacre de Mỹ Lai et il dissimulera cet « incident » (comme le montrent les journalistes Solomon et Parry).
Après deux périodes au Viêt-Nam, il profite d'une bourse de l'armée pour suivre des cours à la George Washington University, où il obtient un MBA en 1971,.
En 1972, Colin Powell est nommé commandant du 1er bataillon du 32e régiment d’infanterie de la 2e division d'infanterie, stationnant sur la zone démilitarisée de la Corée du Sud,.
Il est nommé officier de liaison de l'U.S. Army auprès du département de la Défense, en poste à Washington.
De 1975 à 1976, il suit des cours au National War College, à Washington DC, équivalent de l'École supérieure de guerre de Paris, il découvre à Durant cette période Clausewitz et son œuvreDe la Guerre.
En 1976, il est promu colonel et prend le commandement de la 2e Brigade de la 101e division aéroportée cantonnée à Fort Campbell (en) dans le Kentucky.

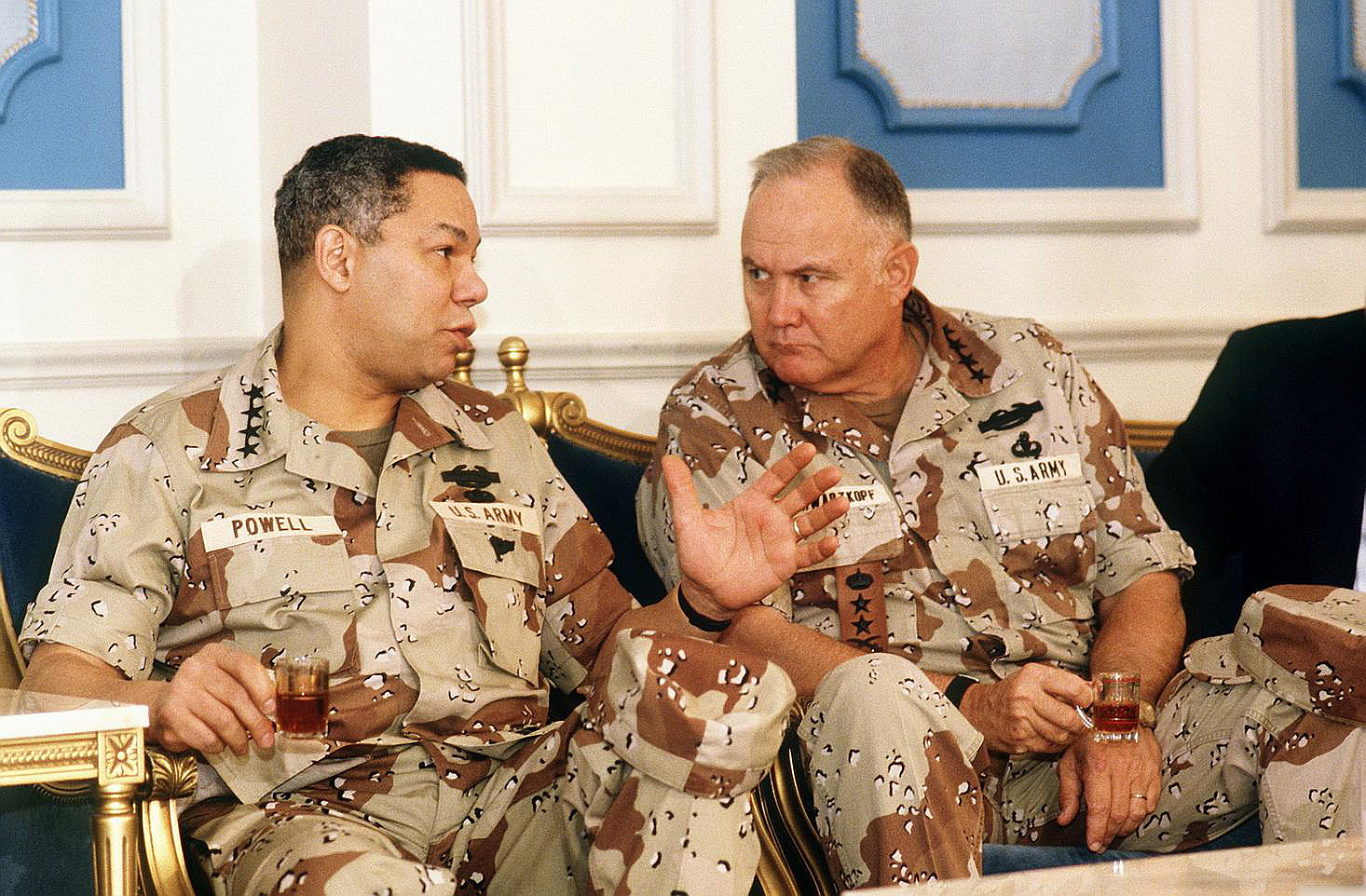
Colin Powell avec Norman Schwarzkopf (1991).

En 1986, alors qu'il était assistant militaire du secrétaire d’État à la Défense Caspar Weinberger, il contribue à coordonner le bombardement de la Libye par les États-Unis.
Colin Powell est le premier Afro-Américain à occuper le poste de chef d’État-Major des armées, d’octobre 1989 à septembre 1993, qui plus est, sans être passé, ni par West Point, ni par l’Académie navale d'Annapolis ni par l'U.S. Air force Academy de Colorado Springs. 
En tant que chef d’État-Major des armées, il conduit les troupes américaines et alliées à la victoire face à Saddam Hussein lors de la guerre du Golfe (1990-1991).
Une doctrine militaire porte son nom, la doctrine Powell, dans laquelle il définit les règles pour un engagement des États-Unis dans un conflit militaire. Fondée sur le réalisme et sa expériences en tant que ancien combattant de Guerre du Viet-Nam, la doctrine Powell mettait l’accent sur la sécurité nationale plutôt que sur droits de l’homme (tels que représentés par l’internationalisme libéral) et posait une série de questions concernant la sécurité nationale, l’asymétrie de pouvoir et le soutien du public, auxquelles il fallait répondre positivement pour que la force militaire soit considérée comme acceptable,,.

#### Progression hiérarchique
- Second Lieutenant : 9 juin 1958
- First Lieutenant : 30 décembre 1959
- Captain : 2 juin 1962
- Major : 24 mai 1966
- Lieutenant Colonel : 9 juillet 1970
- Colonel : 1er février 1976
- Brigadier General : 1er juin 1979
- Major General : 1er août 1983
- Lieutenant General : 1er juillet 1986
- General : 4 avril 1989

## Carrière politique

### Conseiller à la sécurité nationale
De 1987 à 1989, Colin Powell est le conseiller à la sécurité nationale du président Ronald Reagan et à ce titre préside le Conseil de sécurité nationale en remplacement de Frank Carlucci. Il est le premier Afro-américain et le plus jeune officier à occuper de telles fonctions. De sensibilité plutôt démocrate[réf. nécessaire], le général Powell reste fidèle au parti de Reagan (républicain), entraînant avec lui bon nombre de Noirs américains, séduits par le culte de l'effort personnel (« self-help ») et de la réussite individuelle, spécifiques des années Reagan. Grand admirateur aussi de Martin Luther King, il dit un jour que « le temps des droits civiques appartient désormais à l'histoire ancienne des États-Unis. »
Après avoir occupé les fonctions du conseiller à la sécurité nationale, Powell a été nommé par le président George H. W. Bush au rôle de chef d’État-Major des armées, officier avec le grade le plus élevé dans les forces militaires des États-Unis. Dans ce rôle, il supervise l'invasion du Panama en 1989 et la guerre du Golfe contre l'Irak en 1991.
Le rôle de Powell se poursuivit sous la présidence de Bill Clinton. Contrairement aux administrations Reagan ou Bush, cependant, Powell se trouva souvent en désaccord avec l'équipe diplomatique de Clinton. Durant la campagne présidentielle de 1992, Clinton avait promis de lever l'interdiction des homosexuels dans l'armée, sous la pression des militants homosexuels et suite au meurtre d'un sous-officier de la Marine, Allen R. Schindler Jr., qui était homosexuel. Une telle mesure fut impopulaire dans les milieux militaires. Le sénateur Sam Nunn, membre du Parti démocrate, président de la commission des forces armées, réclama le maintien de l'interdiction, et le porte-parole de la Marine, le commandant Craig Quigley, déclara : « Les homosexuels sont notoirement enclins à la promiscuité » ; un problème fréquent était la crainte que l'homosexualité ne nuise au moral. Powell s'opposait aux personnes ouvertement homosexuelles ou bisexuelles dans l'armée, mais il était essentiel dans la politique de compromis Don't Ask, Don't Tell « Ne demandez pas, n'en parlez pas », qui permettait aux militaires homosexuels et bisexuels de continuer à servir et interdisait les enquêtes sans preuve d'un tel comportement, tant que ces orientations sexuelles n'étaient pas divulguées ou mises en pratique. En 2010, Powell a soutenu l'abrogation de la politique et l'autorisation pour les militaires ouvertement homosexuels et bisexuels, en disant que « les attitudes et les circonstances ont changé ». 
Pendant la guerre de Bosnie-Herzégovine, Powell était de nouveau en désaccord avec l'équipe Clinton. Composée majoritairement d'internationalistes libéraux, l'intervention était largement prônée. Powell, cependant, estimait qu'une intervention ne pourrait avoir lieu tant qu'un « objectif politique clair » n'aurait pas été défini. Dans ses mémoires, Powell raconta plus tard que Madeleine Albright, ambassadrice auprès de l'ONU, lui avait demandé : « À quoi bon avoir cette armée exceptionnelle dont vous parlez sans cesse si nous ne pouvons pas l'utiliser ? » Ce qui offensa Powell, qui déclara plus tard qu'il pensait qu'Albright considérait le personnel militaire comme « des petits soldats à déplacer sur un échiquier mondial ». 
Un temps pressenti comme candidat républicain à la présidence des États-Unis, il y renonce, tout comme il décline la proposition du candidat Bob Dole d'être son colistier pour la présidentielle de 1996.

### Secrétaire d'État des États-Unis
George W. Bush, 43e président des États-Unis, le nomme secrétaire d'État — le 65e à occuper ce poste — le 16 décembre 2000 et le Sénat approuve ce choix à l'unanimité : Colin Powell entre en fonction le 20 janvier 2001.

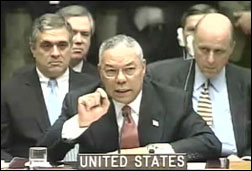
Colin Powell, secrétaire d'État des États-Unis, tenant une capsule présentée comme contenant de l'anthrax, lors d'une session du Conseil de sécurité des Nations unies, prétendant que l'Irak est susceptible de posséder des armes de destruction massive, 5 février 2003.

Le 5 février 2003, Colin Powell est amené de manière très controversée à présenter devant le Conseil de sécurité des Nations unies, un épais dossier à charge contre le régime de Saddam Hussein contenant des preuves fabriquées (ou ayant été reconnues comme telles par la suite), relatives à l'existence d'armes de destruction massive en Irak. Selon U.S. News & World Report, découvrant le discours au contenu douteux rédigé par Lewis Libby, directeur du cabinet du vice-président Dick Cheney, Colin Powell se serait écrié « Je ne vais pas lire cela. C’est des conneries »,. Dans ce discours, qui apparaîtra comme l'un des prologues de la guerre d'Irak, il affirme : « il ne fait aucun doute que Saddam Hussein possède des armes biologiques et la capacité de produire rapidement plus, beaucoup plus » ; puis il déclare : « [il n'y a] aucun doute dans mon esprit que Saddam travaille pour obtenir des composants clefs pour produire des armes nucléaires ». Le dossier cité par Colin Powell a été fourni par l'administration de Tony Blair, qui reconnaît dès le 7 février 2003 des « gaffes » dans le dossier. Le 8 février, les journaux anglais identifient les véritables auteurs du rapport — les services de communication de Downing Street — et la pauvreté des sources qu'ils ont utilisées : plagiat universitaire et sources suspectes.
Lors de la campagne électorale de 2004, Powell informe le président George W. Bush de son souhait de ne pas conserver ses responsabilités au sein du futur Cabinet : il présente ainsi sa démission le 15 novembre 2004, dès lors que la réélection de George Bush est acquise. Il quitte son poste le 20 janvier 2005 et la conseillère à la sécurité nationale Condoleezza Rice lui succède.
En 2005, il exprime son « amertume » à propos de sa présentation du dossier irakien devant l’ONU : interrogé sur ABC News, il explique que cette présentation, en grande partie fausse, fait « tache » dans sa carrière. En 2011, Colin Powell demande à la CIA et au Pentagone des explications sur les fausses informations qui lui avaient été communiquées en 2003.

## Après la vie politique

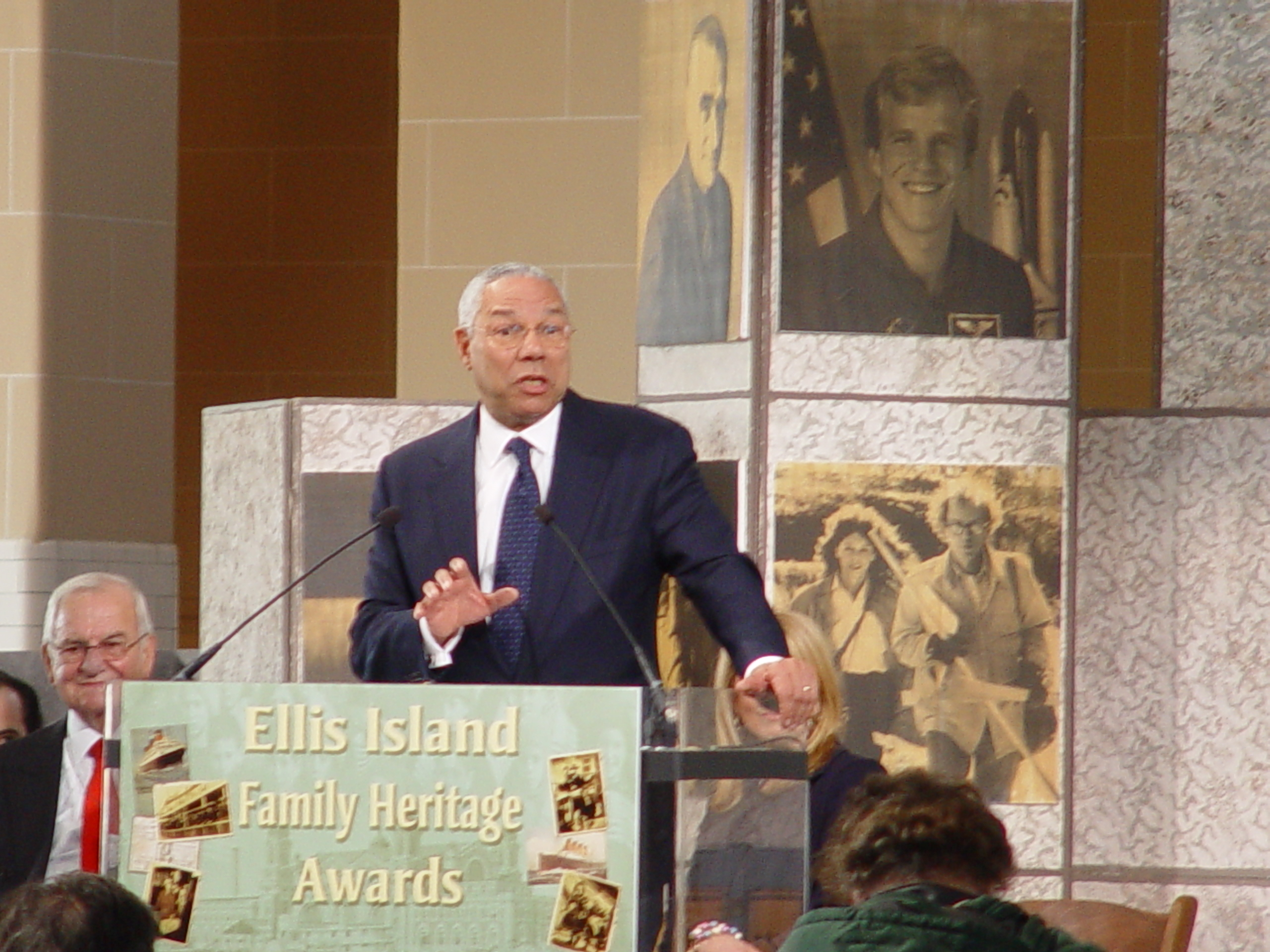
Colin Powell en 2006.

### Retrait et prises de position
Lors de la campagne électorale de 2008, quinze jours avant le vote, Colin Powell décide finalement d'apporter son soutien au candidat démocrate Barack Obama. Il lui renouvelle son soutien lors de la campagne électorale de 2012.
Dans un entretien en 2013, Colin Powell reconnaît qu'au sujet des armes de destruction massive en Irak « Saddam Hussein (…) n'en possédait pas un gramme ». Selon le journaliste Jon Schwartz, Powell aurait délibérément menti durant son discours du 5 février 2003 et n'ignorait pas que l'Irak ne disposait plus d'armes de destruction massive.

### Soutiens aux démocrates
En juin 2020, Colin Powell estime que le président Donald Trump « mentait sur plein de choses » et déclare qu'il soutient le candidat démocrate Joe Biden pour l'élection présidentielle qui se tient la même année (il s'exprime en visioconférence lors de la DNC). Lors de l'élection présidentielle de 2016, il avait déjà voté pour la prétendante démocrate Hillary Clinton, bien qu'il reproche, dans des mails ayant fuité, l'hubris de la candidate, tout en qualifiant le candidat Trump de « disgrâce nationale […] paria international […] sans aucune honte » et soutenant la théorie raciste birther.
Il appuie la stratégie d'utilisation massive des drones armés par l’administration Obama.

### Maladie et mort
Colin Powell meurt le 18 octobre 2021 au Walter Reed National Military Medical Center, situé à Bethesda, dans la banlieue de Washington, de complications dues à la Covid-19, à l'âge de 84 ans,. Il était, selon sa famille, « fully vaccinated » (complètement vacciné). Il souffrait de myélome multiple, soit un cancer hématologique, ce qui diminue les défenses immunitaires face aux virus et la réponse immunitaire à des vaccinations. Colin Powell souffrait également de la maladie de Parkinson.
Des funérailles nationales se déroulent à la cathédrale nationale de Washington en présence du président Joe Biden, des anciens présidents Barack Obama et George W. Bush et des anciennes secrétaires d'État, Hillary Clinton et Madeleine Albright. Il est ensuite enterré au cimetière national d'Arlington.

## Décorations

### Décorations américaines
- Defense Distinguished Service Medal (3 citations)
- Distinguished Service Medal, Army (1 citations)
- Distinguished Service Medal, Air Force
- Distinguished Service Medal, Navy
- Coast Guard Distinguished Service Medal
- Defense Superior Service Medal
- Legion of Merit (1 citation)
- Soldier's Medal
- Bronze Star (avec V)
- Purple Heart
- Air Medal
- Joint Service Commendation Medal
- Army Commendation Medal (2 citations)
- Congressional Gold Medal
- Médaille présidentielle de la Liberté
- Presidential Citizens Medal
- National Defense Service Medal
- Vietnam Service Medal
- Combat Infantryman Badge
- Parachutist Badge
- Army Service Ribbon
- Army Overseas Service Ribbon

### Décorations étrangères
- Grand-croix de l'ordre de Skanderbeg (Albanie)
- Grand cordon de l'ordre du roi Abdelaziz (Arabie saoudite)
- Première classe de l'ordre de l’Étoile Planina (Bulgarie)[53]
- Meritorious Service Decoration (Canada)[54]
- Commandeur de l'ordre national de la Légion d'honneur (France)[55]
- Première classe de l'ordre de Jamaïque (Jamaïque)
- Médaille de l'ordre de la Libération (Koweït)
- Grand-croix de l'ordre du Ouissam alaouite (Maroc)[56]
- Grand officier de l'ordre de l'Étoile de Roumanie (Roumanie)
- Chevalier commandeur  de l'ordre du Bain (Royaume-Uni)[57]
- Republic of Vietnam Gallantry Cross Unit Citation (république du Viêt Nam)[58],[13]
- Republic of Vietnam Campaign Medal (république du Viêt Nam)[13]

### Armoiries
| Blason | Blasonnement : D'azur, à deux épées en sautoir pointe en bas entre quatre étoiles d'argent, sur le chef du second un lion passant de gueules. Commentaires : Armoiries octroyées à son père Luther Powell par le Lord Lyon et enregistrées (matriculated) par Colin Powell en 2004. |

## Autres
- Colin Powell est membre du Conseil honoraire de l'association caritative Wings of Hope[60].
- Prix Alexis-de-Tocqueville 2006[61].

## Cinéma et télévision
Colin Powell est interprété par l'acteur Jeffrey Wright dans W. : L'Improbable Président d'Oliver Stone, film retraçant l'ascension du président George W. Bush. Il est incarné par Tyler Perry dans Vice (2018) d'Adam McKay. Le jeune Colin Powell apparaît dans Dark Skies : L'Impossible Vérité, joué par Wolfgang Bodison (en). Il fait une apparition dans le premier épisode de la cinquième saison de la série Madam Secretary, titré E pluribus unum, jouant son propre rôle d'ancien secrétaire d'État des États-Unis, aux côtés de Madeleine Albright et Hillary Clinton.

## Publications
- Un enfant du Bronx, Paris, Odile Jacob, 1995.
- (en) Colin Powell: An American Hero Speaks Out, Phoenix Books, 1995.
- (en) On Leadership, Random House, 2000.
- (en) coécrit avec Joseph E. Persico, A Soldier's Way : An Autobiography, Arrow, 2001.
- (en) coécrit avec Eliot A. Cohen et Lawrence J. Korb, U.S. Defense Policy, Council on Foreign Relations Press, 2002.
- J'ai eu de la chance : Mes conseils pour réussir dans la vie et dans l'exercice du leadership, Paris, Odile Jacob, 2013.